# Lupinus otuzcoensis
Lupinus otuzcoensis är en ärtväxtart som beskrevs av Charles Piper Smith. Lupinus otuzcoensis ingår i släktet lupiner, och familjen ärtväxter. Inga underarter finns listade i Catalogue of Life.